# Randhawa kropla
Randhawa kropla är en insektsart som beskrevs av Irena Dworakowska 1995. Randhawa kropla ingår i släktet Randhawa och familjen dvärgstritar. Inga underarter finns listade i Catalogue of Life.